# 劳塔罗·卡莫纳

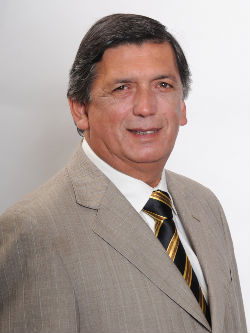
劳塔罗·卡莫纳·索托

劳塔罗·塞萨尔·卡莫纳·索托（1952年4月26日—），智利政治家，现任智利共产党主席，曾任智利众议院议员（代表第5选区）、智利共产党总书记。他出生于利马切，毕业于智利大学。